# Carl Dickinson
Carl Matthew Dickinson (Swadlincote, Inglaterra, 31 de marzo de 1987) es un futbolista inglés, se desempeña como lateral izquierdo y actualmente juega en el Yeovil Town de la National League de Inglaterra.

## Clubes
| Club            | País       | Año         |
| --------------- | ---------- | ----------- |
| Stoke City FC   | Inglaterra | 2004 - 2006 |
| Víkingur        | Islandia   | 2006        |
| Blackpool FC    | Inglaterra | 2006        |
| Stoke City FC   | Inglaterra | 2006 - 2009 |
| Leeds United FC | Inglaterra | 2009        |
| Barnsley FC     | Inglaterra | 2009 - 2010 |
| Portsmouth FC   | Inglaterra | 2010 - 2011 |
| Watford FC      | Inglaterra | 2011 - 2013 |
| Portsmouth FC   | Inglaterra | 2012        |
| Coventry City   | Inglaterra | 2013        |
| Port Vale FC    | Inglaterra | 2013-2016   |
| Notts County    | Inglaterra | 2016-2018   |
| Yeovil Town     | Inglaterra | 2018-       |